# میدان نفتی گلخاری
میدان نفتی گلخاری از میدان‌های نفتی ایران در استان بوشهر است، که در فاصله ۲۰ کیلومتری از شمال‌شرقی بندر گناوه و در ۷۰ کیلومتری شمال‌غربی بندر بوشهر مستقر می‌باشد. میدان گلخاری از میدان‌های تحت مدیریت شرکت ملی مناطق نفت‌خیز جنوب است، که عملیات بهره‌برداری از آن توسط شرکت نفت و گاز گچساران انجام می‌شود. ظرفیت تولید نفت خام میدان گلخاری معادل ١۵ هزار بشکه در روز می‌باشد.
میدان نفتی گلخاری دارای ابعادی به طول ۴۲ کیلومتر و عرض متوسط ۶ کیلومتر است، که در حوضه زاگرس و زیر زون فارس ساحلی قرار دارد و میادین نفتی نرگسی، کیلورکریم و بینک، آن را احاطه کرده‌اند. وجود منابع نفت خام در سازند آسماری و سازند جهرم میدان گلخاری، نخستین بار در سال ۱۳۴۲ با حفاری چاه اکتشافی گلخاری-۱ به اثبات رسید. چاه شماره ۲ گلخاری نیز با هدف توصیف مخازن آسماری و خامی این میدان حفاری شد و چاه شماره ۳ گلخاری نیز به‌عنوان نخستین چاه تولیدی میدان گلخاری، در سال ۱۳۵۷ به بهره‌برداری رسید.
سازندهای آسماری و جهرم در میدان گلخاری، به‌دلیل ارتباط فشاری مناسب، به‌عنوان یک مخزن نفتی جداگانه محسوب می‌شوند. نفت خام میدان گلخاری از جمله نفت‌های نمکی محسوب می‌شود، که با هدف بالا بردن کیفیت، نفت استخراج شده از این میدان، به منظور جداسازی نمک، (نمک‌زدایی) از طریق ۷ کیلومتر خط لوله انتقال ۶ اینچ، به واحد تفکیک‌گر شماره ۳ گلخاری منتقل می‌شود.